# Trò chơi phiêu lưu

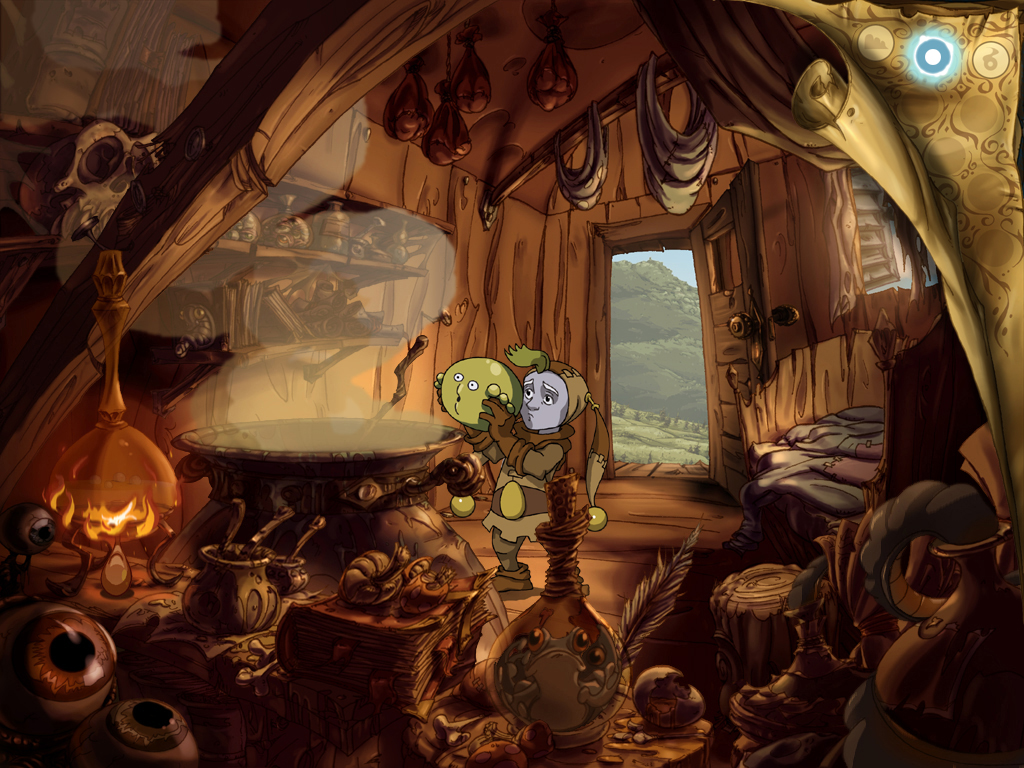
Trò chơi phiêu lưu

Trò chơi phiêu lưu hay trò chơi mạo hiểm là một thể loại video game mà trong đó giả định người chơi là nhân vật chính trong một câu chuyện có tính tương tác tiến triển theo hướng khám phá và vượt qua thử thách. Game thuộc thể loại này tập trung vào xây dựng cốt truyện, cho phép nó được diễn dịch sang một phạm vi rộng lớn loại hình truyền thông mang tính tường thuật như sách vở hay điện ảnh, và bao hàm hàng loạt thể loại văn chương. Gần như toàn bộ trò chơi phiêu lưu (dưới hình thức văn bản hay đồ họa) được thiết kế cho một người chơi, bởi vì chúng nhấn mạnh vào kịch bản và nhân vật, khiến cho nhiều người chơi sẽ trở nên khó khăn.
Ở thế giới phương Tây, sự phổ biến của thể loại trò chơi này lên đến đỉnh điểm trong khoảng những năm cuối thập niên 1980 đến giữa thập niên 1990 khi nhiều người xem đó là một trong những hình thức công nghệ tiên tiến nhất, nhưng ngày nay đôi khi nó bị coi là một thể loại hạn hẹp. Mặt khác ở Đông Á, trò chơi phiêu lưu đang ngày càng trở nên quen thuộc qua hình thức visual novel, chiếm đến hơn 70% thị phần PC game tại Nhật Bản.